# رام (بعلبك)
رام  هي إحدى القرى اللبنانية من قرى قضاء بعلبك في محافظة بعلبك الهرمل.